# Tommaso Giardino
Tommaso Giardino (Catanzaro, 1799 – ...) è stato un patriota italiano, che prese parte attiva alle rivoluzioni del '48 contro il governo dei Borbone.
Nonostante fosse un barone, decise di abbracciare la causa garibaldina e, non appena il generale sbarcò in Calabria, decise di schierarsi dalla sua parte. Fu uno dei cinque membri, eletti il 4 giugno 1848 con voto unanime, del Comitato di pubblica salute di Catanzaro, divenendone segretario provvisorio.
La sua figura ha ispirato quella di Don Gerardo Giardina di Belmonte, protagonista del romanzo storico "Baroni in camicia rossa" di Giovanna Motta.